# Таємна королівська рада Канади

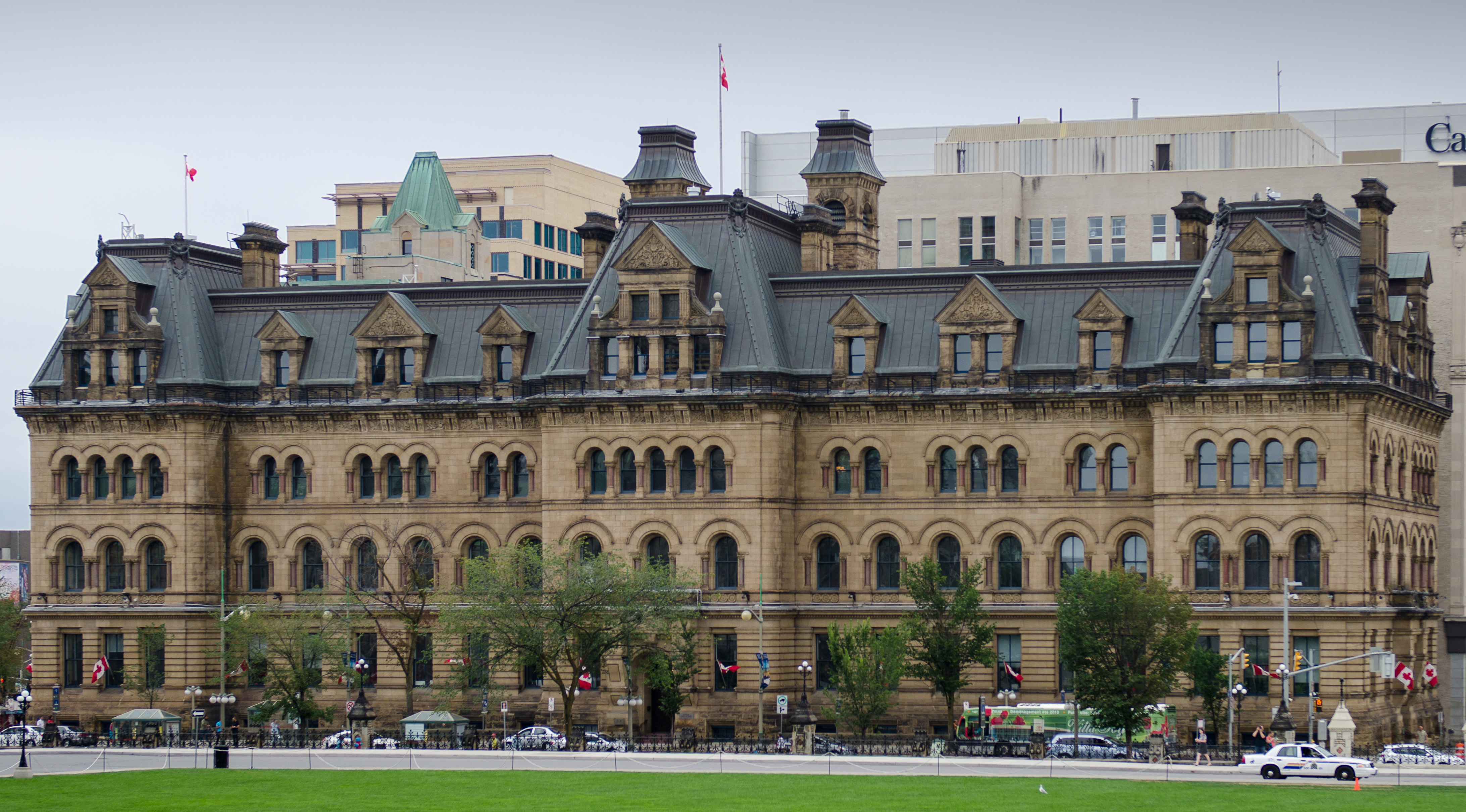
Фото блоку Ланжевена (2013)

Канадська таємна королівська рада (англ. King’s Privy Council for Canada, фр. Conseil privé du Roi pour le Canada), також відома за короткою назвою як Таємна рада (англ. Privy Council або фр. Conseil privé), є політичним дорадчим органом канадського монарха. Члени ради призначаються довічно генерал-губернатором за рекомендацією прем'єр-міністра. Рада була створена в 1867 році Законом про Британську Північну Америку (перейменованим на Конституційний акт 1982 року) за зразком Таємної ради у Сполученому Королівстві. Канада та Велика Британія — єдині королівства Співдружності, що мають такий орган. Офіси Таємної ради розташовані в т. зв. блоці Ланжевена уряду Канади.

## Повноваження та завдання
Формальні повноваження Таємної ради виходять від канадського монарха, але здійснюються лише за рекомендацією Кабінету міністрів Канади, який є частиною Таємної ради. Дії міністрів підтримуються Офісом таємної ради. Його очолює найвищий державний посадовець, секретар Таємної ради, та Голова Таємної ради як відповідальний міністр. Юридичні дії уряду завжди повинні вживатися за рекомендацією члена Таємної ради, яким незмінно є міністр. Це підпорядкування виражається в офіційному формулюванні англ. „King-in-Council“ або фр. „Gouverneur général en conseil“. Обов'язки решти Таємної ради обмежені. Серед іншого, це проголошення нового канадського монарха та згода на королівські обітниці.

## Членство
До Таємної ради входять усі чинні та колишні міністри Федерального кабінету міністрів, Голова Верховного суду та всі колишні генерал-губернатори. Також іноді включаються лідери опозиційних партій. Згідно із законом, усі члени наглядової ради Канадської служби безпеки та розвідки також повинні бути членами Таємної ради. Прем'єр-міністр також може призначати до Таємної ради інших, зазвичай відомих, осіб, що вважається великою честю. Прем'єри провінцій не входять до Таємної ради автоматично, але можуть призначатися її членами у певних випадках.
До таємних радників офіційно слід звертатися The Honourable («Достойний») а до особливо високоповажних осіб можуть звертатися The Right Honourable «Високодостойний» (le très Honorable). Крім того, при офіційних письмових згадуваннях може використовуватись ініціал PC (французьке CP) після їхнього імені.